# Sharks d'Orlando
Pour les articles homonymes, voir Sharks (homonymie).
Les Sharks d'Orlando (en anglais : Orlando Sharks) sont une équipe professionnelle de football en salle, basée à Orlando dans l'État de la Floride. L'équipe est fondée en 2007 et elle évolue dans la Major Indoor Soccer League.

## Palmarès
- Champion MISL (0): Néant
- Titres de division (0): Néant

## Saison par saison
| Année   | Ligue   | Saison rég. | Playoffs | Affluence moyenne |
| ------- | ------- | ----------- | -------- | ----------------- |
| 2007-08 | MISL II | TBD         | TBD      | TBD               |

Note : TBD signifie to be defined, soit « pas encore défini ».

## Entraîneurs
- --- (2007-présent)